# Anita Lane
Anita Lane (Melbourne, 18 marzo 1960 – 26 aprile 2021) è stata una cantante e paroliera australiana.
Per un breve periodo ha fatto parte dei Bad Seeds con Nick Cave e Mick Harvey, collaborando con entrambi. Ha pubblicato due album a suo nome: Dirty Pearl (1993) e Sex O'Clock (2001).

## Biografia
Anita Louise Lane era nata a Melbourne nel 1960. Ha iniziato a cantare e a scrivere canzoni all'età di 16 anni. Ha conosciuto Nick Cave nel 1977 e tra loro è iniziata una relazione intermittente, finita alla metà degli anni '80. Insieme, Lane e Cave hanno scritto il testo di "A Dead Song" sul disco di debutto di The Birthday Party, Prayers on Fire (1981). Per il loro secondo disco, Junkyard (1982), Lane e Cave hanno scritto "Dead Joe" e "Kiss Me Black".
Lane è stata per un breve periodo una componente di Nick Cave and the Bad Seeds, suonando le tastiere, ai cori e a volte come voce solista. Ha scritto il testo di "From Her to Eternity", la title track del loro primo album (1984). Ha lasciato il gruppo subito dopo. Insieme a Blixa Bargeld ha scritto "Stranger Than Kindness" per il quarto album di Nick Cave and the Bad Seeds, Your Funeral... My Trial (1986). Lane è la voce solista nella colonna sonora di Ghosts... of the Civil Dead,  composta da Bargeld, Cave e Harvey. Sua è la voce anche in "The Bells Belong to the Ashes" nell'album Headless Body in Topless Bar (1988) del gruppo tedesco Die Haut. Nel 1991, con Barry Adamson e The Thought System of Love, interpreta una cover di "These Boots are made for Walking". Nel 1993 duetta con Blixa Bargeld in "Blume", di cui è coautrice, contenuta nel sesto album degli Einstürzende Neubauten, Tabula Rasa. Lane canta con Mick Harvey nei due album che quest'ultimo ha dedicato a Serge Gainsbourg, Intoxicated Man e Pink Elephants. In Murder Ballads di Nick Cave and the Bad Seeds (1996), Lane canta una strofa di "Death Is Not the End" di Bob Dylan e interpreta "The Kindness of Strangers".

## Discografia
Corista/Featuring
- From Her to Eternity (1984)
- Murder Ballads (1996)

Guest Lead Vocalist
- Headless Body in a Topless Bar (1988)
- Head On (1992)
- Pink Elephants (1997)

Solista
- Dirty Pearl (1993)
- Sex O'Clock (2001)